# アイザック・ローゼンバーグ

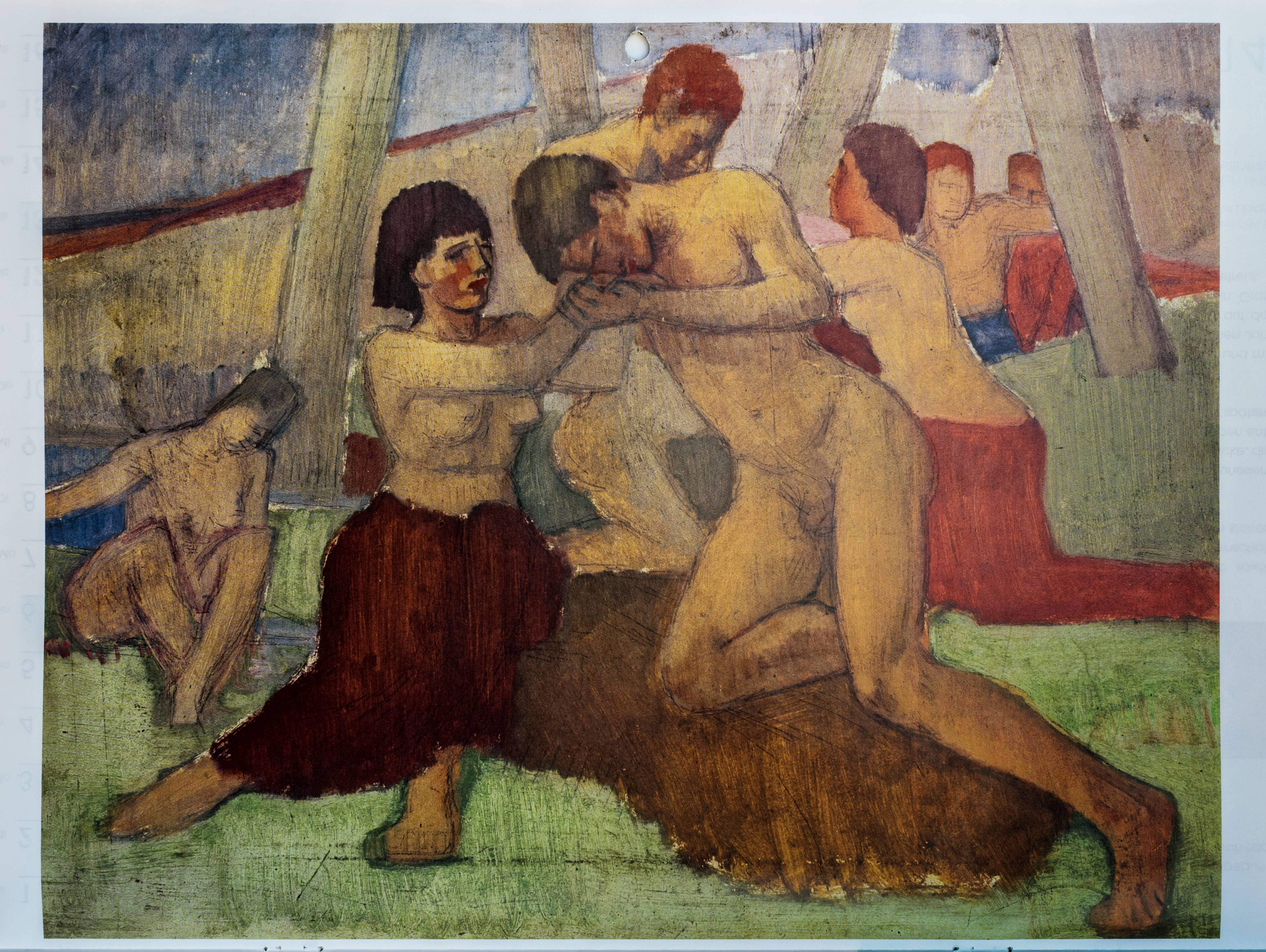
アイザック・ローゼンバーグの絵画、"Nacktes Paar"

アイザック・ローゼンバーグ（Isaac Rosenberg、1890年11月25日 - 1918年4月1日）は。イギリスの詩人、画家である。1912年に発表した詩集「夜と昼と」で詩人として認められたが、第一次世界大戦で戦死した。 従軍中に制作された詩でも評価された。画家としては肖像画などを描いた。

## 略歴
ブリストルでロシア出身の貧しいユダヤ人移民の息子に生まれた。1897年に家族とロンドンに移り、両親は肉屋を開いた。14歳で版画家としての修行をはじめ、家族の友人がローゼンバーグの才能を認め、権威のある美術学校であるロンドンのスレード美術学校で学ぶ学資を支援してもらえた。絵画を学びながら、詩を作るようになり、雑誌などに投稿するようになり、1912年に自費で詩集「夜と昼と」を出版した。この10編の詩からなる24ページの詩集は、特にジョン・キーツとパーシー・ビッシュ・シェリーの詩から影響が示されていた。この間、ロンドンの美術界の有力な人物であるエドワード・マーシュ（Edward Marsh）と知り合い支援を受けた。エズラ・パウンドやフォード・マドックス・フォード、ジェームス・ジョイスらに紹介された。
ローゼンバーグの詩はマーシュが編集し、1917年に出版された『 Georgian Poetry 1916–1917』に収録された。健康上の理由から、ローゼンバーグは 1913年に南アフリカのケープタウンに移り、そこで画家として活動を続けた。
第一次世界大戦が勃発すると、1915年にイギリスに戻り。兵役に志願した。1916年にローゼンバーグの属する連隊はフランスに渡った。1918年4月1日のアラスの戦いで戦死した。遺体はパ＝ド＝カレー県のサン・ローラン・ブランジー（Saint-Laurent-Blangy）の墓地に埋葬された。
従軍中に "Break of Day in the Trenches"や"Returning We Hear the Larks"、"Dead Man's Dump"といった戦場体験を題材に詩を作り、1916年の雑誌「Poetry」に2編の詩が掲載された。
画家としては自画像や肖像画などを描いたことで知られている。

## 絵画作品

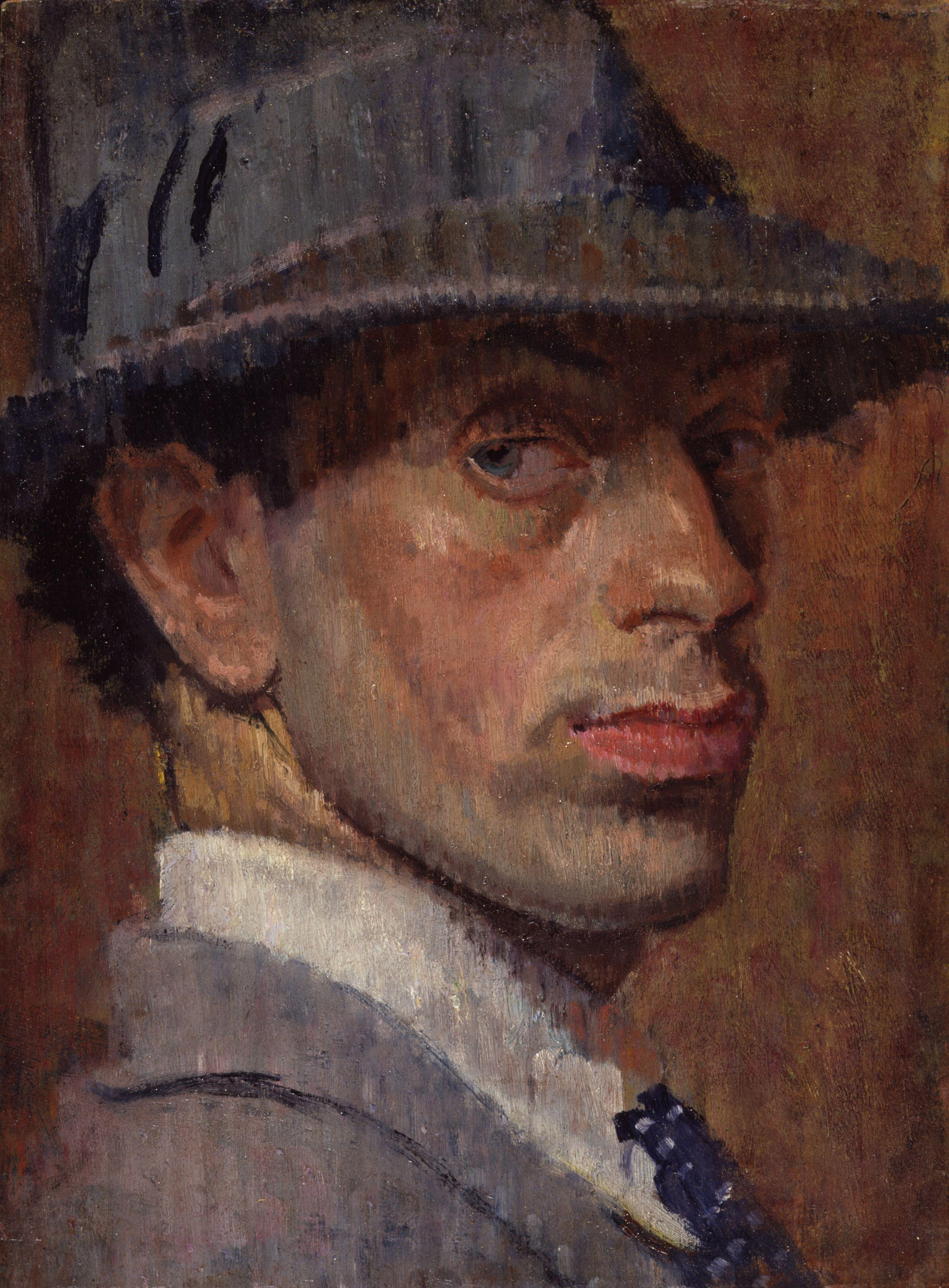
自画像 ナショナル・ポートレート・ギャラリー
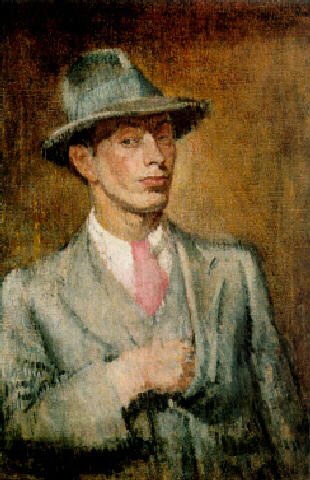
自画像
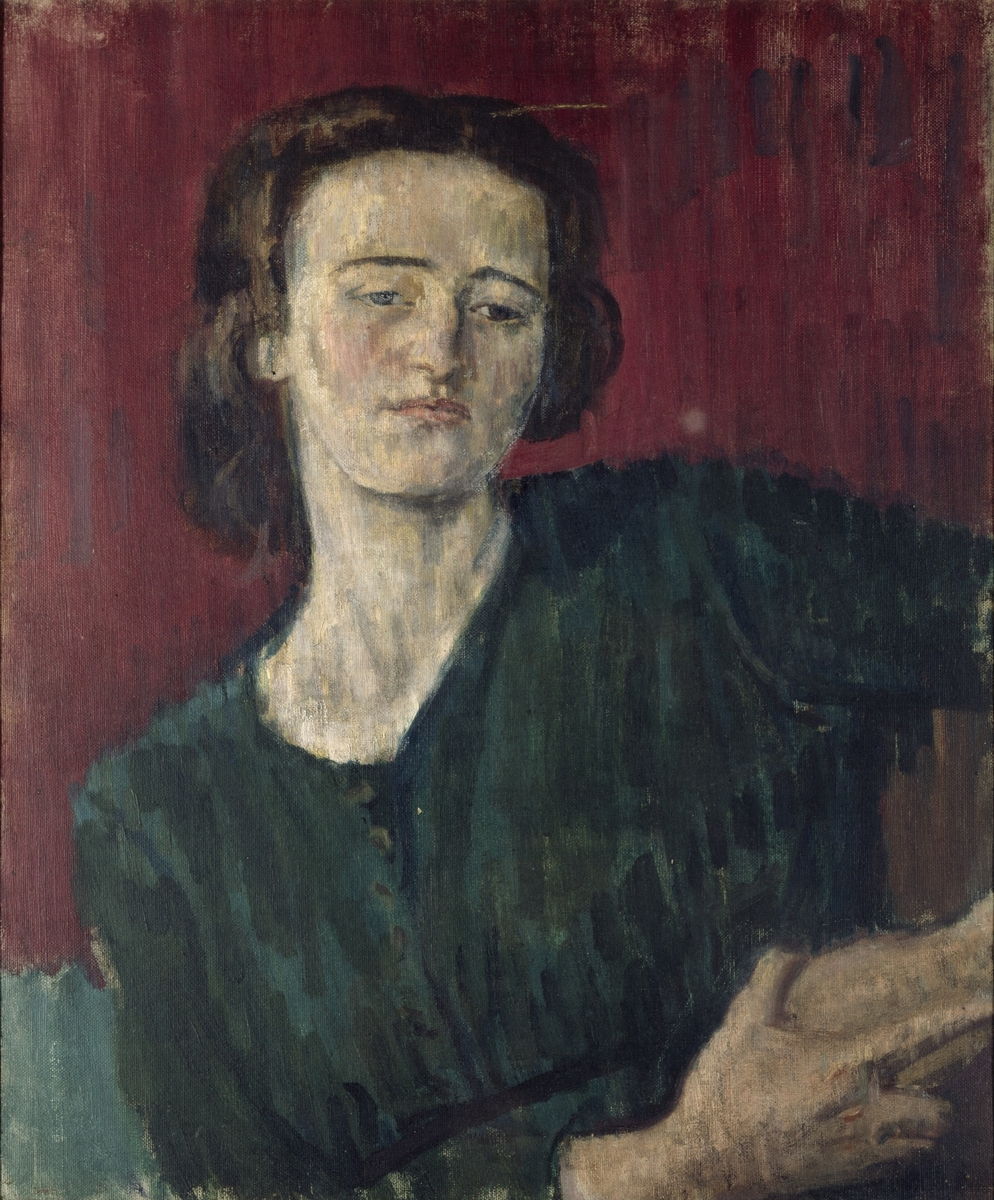
Clara Birnberg (美術家) UCL Art Museum